# Ulica Obroki w Katowicach

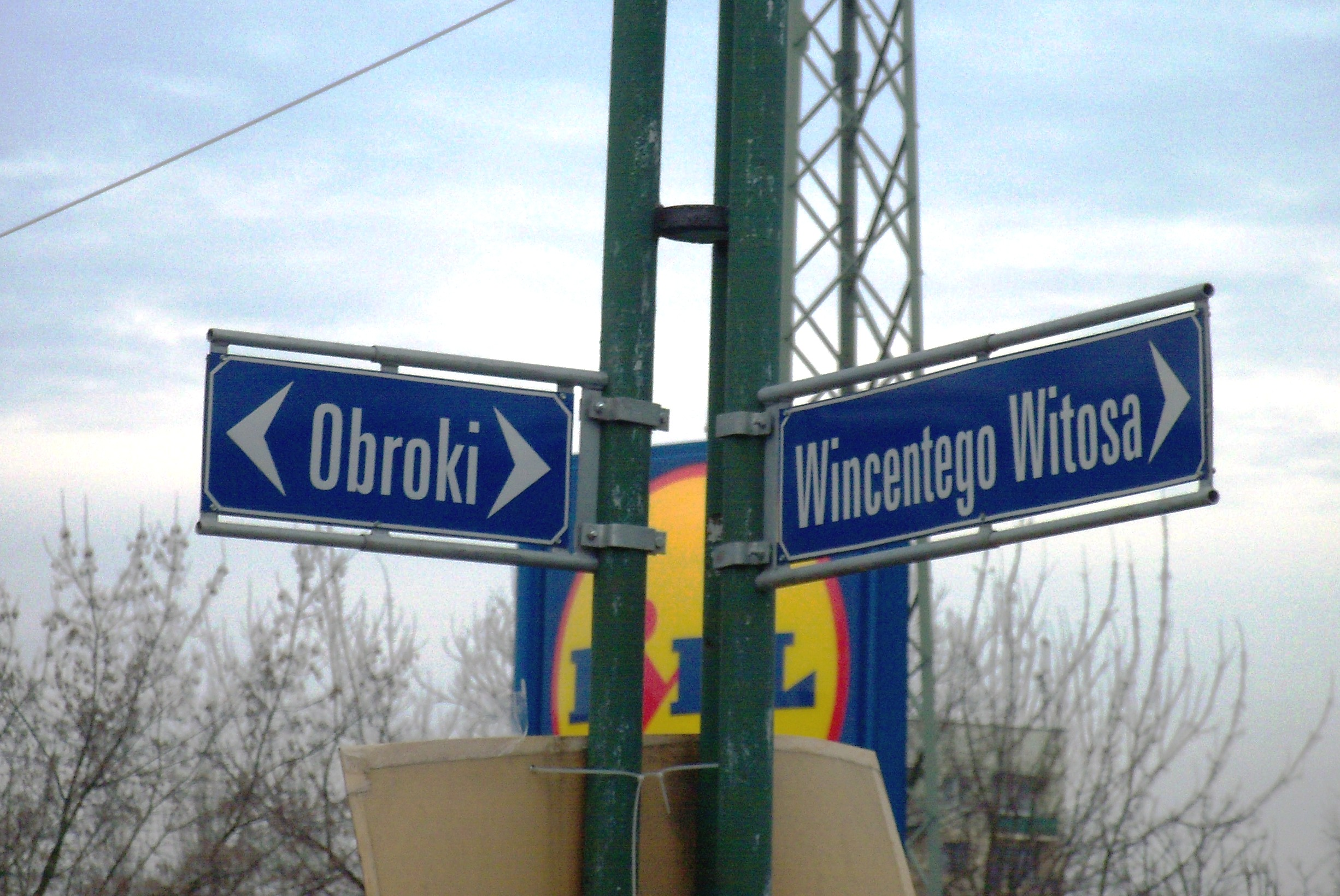
Skrzyżowanie ul. Wincentego Witosa i ul. Obroki – tabliczki

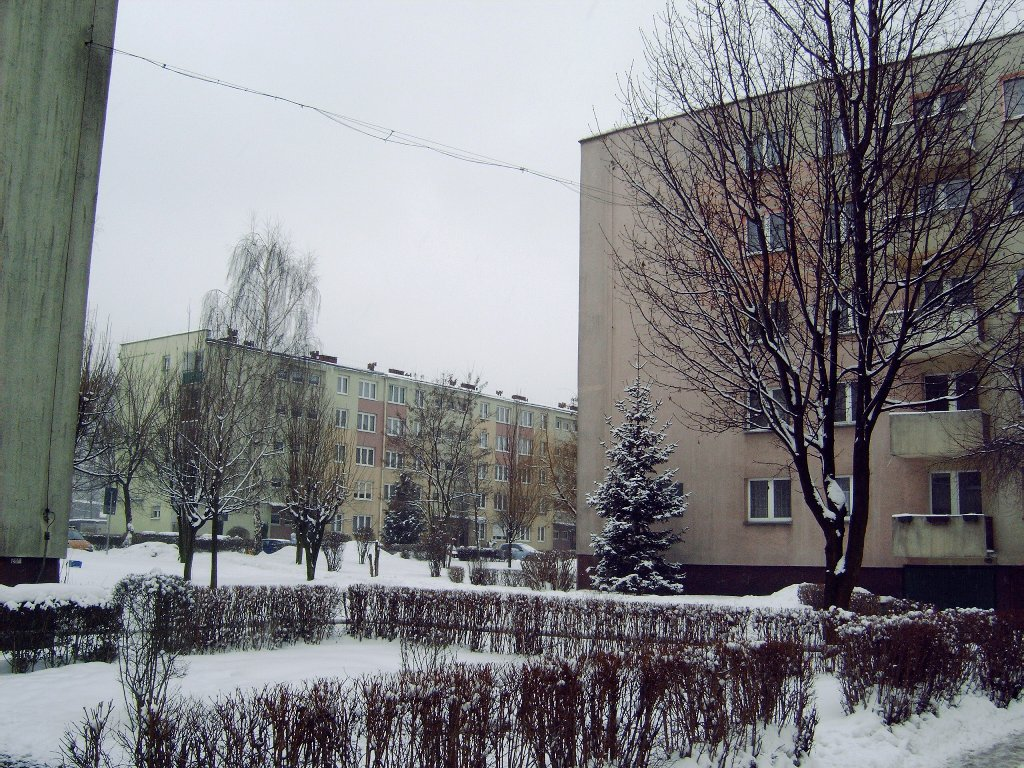
Bloki mieszkalne przy ulicy Obroki

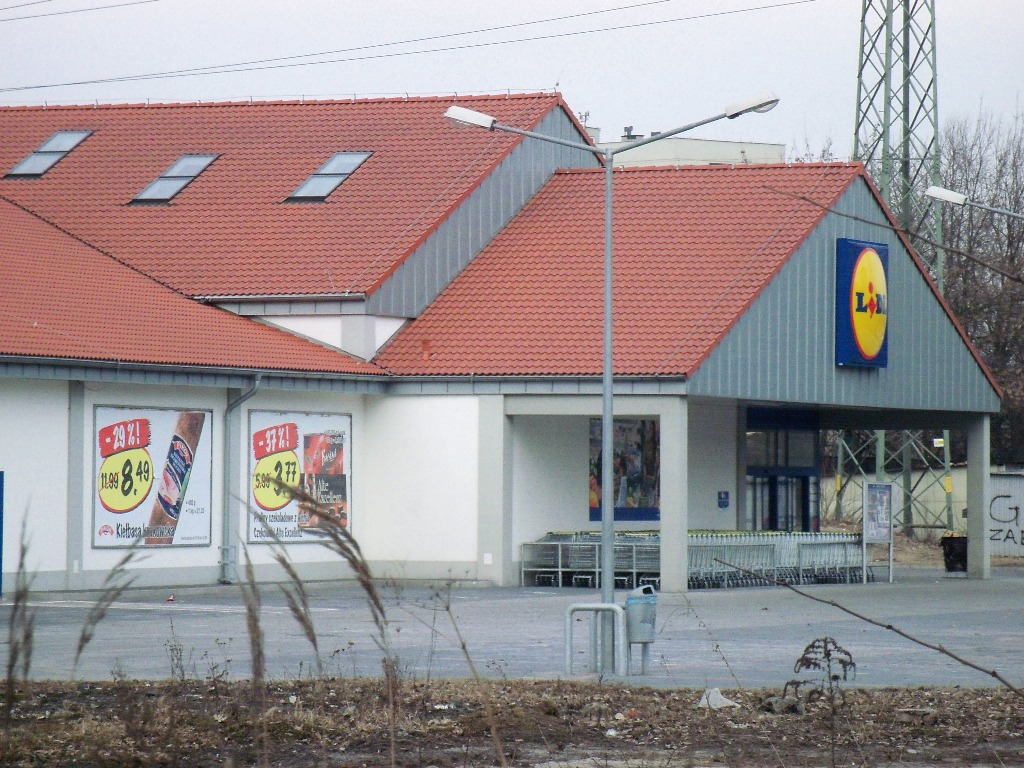
Sklep Lidl przy ulicy Obroki

Ulica Obroki w Katowicach – ulica w katowickiej dzielnicy Osiedle Witosa. Rozpoczyna swój bieg od skrzyżowania z ulicą Wiśniową, ulicą Stanisława Kossutha i ulicą Józefa Pukowca. Następnie krzyżuje się z ulicą Wincentego Witosa i ulicą Henryka Dulęby. Kończy swój bieg przy skrzyżowaniu z ulicą Józefa Maronia, na granicy miasta z Chorzowem. Ulica jest główną drogą w części miasta Katowice noszącą nazwę Obroki.

## Opis
W rejonie skrzyżowania z ulicą Henryka Dulęby zlokalizowana jest zabudowa mieszkaniowa o wysokości do czwartej kondygnacji. Znajdują się tu cztery budynki mieszkaniowe wielorodzinne wraz z zespołem garaży, w tym trzy stare budynki (tzw. familoki), związane z historyczną zabudową przemysłową. W ciągu dnia ul. Obroki od strony południowo-wschodniej osiąga poziom hałasu około 60 dB odczuwalnego do 20 m od skrajni jezdni. Wartość ta maleje w miarę przesuwania się drogi na zachód do mniej niż 50 dB.
W budynku XV Liceum Ogólnokształcącego im. rtm. Witolda Pileckiego przy ul. Obroki 87 znajduje się tablica i sala pamięci rtm. Witolda Pileckiego, tablica upamiętniająca żołnierzy Armii Krajowej i ludzi niosących pomoc więźniom KL Auschwitz-Birkenau w latach 1940–45 oraz popiersie z tablicą upamiętniającą prof. dr inż. Jerzego Rabsztyna, zasłużonego górnika, naukowca, wychowawcę kadr górniczych.
W czasach PRL ulica nosiła nazwę Rewolucjonistów.
Ulicą kursują linie autobusowe ZTM-u.
Przy ulicy zlokalizowany jest teren inwestycyjny o powierzchni 6,8 ha, którego właścicielem jest miasto Katowice. Teren posiada przeznaczenie pod zabudowę produkcyjną, składy i magazyny.

## Obiekty i instytucje

### Obiekty zabytkowe
Przy ulicy Obroki znajdują się następujące historyczne zabytkowe obiekty, objęte ochroną konserwatorską:
- Budynki mieszkalne wraz z zielenią przydomową (ul. Obroki 90, 90a, 90b, 90c). Wzniesiono je w latach 1922–1923[6] w stylu historyzmu ceglanego, dla urzędników kopalnianych, wg projektu G. Knoblocha lub E. i G. Zillmannów[7]; otacza je zieleń przydomowa (głównie dęby szypułkowe).
- Dawne zabudowania Kopalni Węgla Kamiennego „Kleofas” (ul. Obroki 77)[8], będące świadectwem kultury materialnej. Do zabytkowych zabudowań należą: budynek dawnej straży pożarnej, budynek dawnej stajni, budynek dawnej stacji ratownictwa górniczego, budynek dawnej elektrowni (z 1893 roku), budynek ciepłowni (z 1895 roku), budynek nadszybia szybu „Fortuna III”, budynek maszynowni „Fortuna I” przedział zachód (z końca XIX wieku)[6]. Nadszybie wzniesiono w tradycyjnym stylu, z dwuspadowym dachem. Fundamenty i ściany są wykonane z cegieł, a cokoły – z kamienia ciosowego. W budynku znajdują się prostokątne stalowe okna, zwieńczone łukiem, z kamiennymi parapetami. Na elewacjach umiejscowiono architektoniczne detale ceglane. Cokół wykonano z kamienia ciosowego. Ryzality wykończono gzymsami ceglanymi[9].

### Instytucje
Przy ulicy Obroki swoją siedzibę mają (stan na 2010 rok): wypożyczalnia samochodów, przedsiębiorstwa i firmy handlowo-usługowe, hurtownie, banki, Śląski Rynek Hurtowy OBROKI (ul. Obroki 130), Miejskie Przedsiębiorstwo Gospodarki Komunalnej w Katowicach (ul. Obroki 140), Okręgowy Urząd Górniczy (ul. Obroki 87), Spółka Restrukturyzacji Kopalń (oddział Kopalnia Węgla Kamiennego „Katowice-Kleofas”), Zespół Szkół Zawodowych i Ogólnokształcących nr 5 im. rtm. Witolda Pileckiego (późniejsze XV Liceum Ogólnokształcące im. rtm. Witolda Pileckiego w Katowicach; ul. Obroki 87), klub sportowy 06 Kleofas Katowice (ul. Obroki 43).